# Deux poèmes chinois, op. 12 (Roussel)
Pour les articles homonymes, voir Deux poèmes chinois.
Deux poèmes chinois, op. 12, est un ensemble de mélodies pour soprano et piano d'Albert Roussel composé en 1907-1908.

## Présentation

### Textes
Les textes des mélodies sont dus à Henri-Pierre Roché, d'après une traduction anglaise d'Herbert Allen Giles de poésies chinoises parues dans Chinese Poetry in English Verse (Londres, Quaritch, 1898, réédité en 1902). Le premier poème est d'auteur anonyme, le second de Mi Fu.
Les adaptations en français sont parues de 1905 à 1907 dans la revue Vers et prose dirigée par Paul Fort et André Salmon.

### Mélodies
Albert Roussel compose ses Deux poèmes chinois en mars 1907 et février 1908 :
1. Ode « à un jeune gentilhomme » — Vif et léger, à quatre temps () — dédié à Mme Alfred Cortot ;
2. « Amoureux séparés » — Modérément animé, à quatre temps () et 
 — dédié à Mlle Mary Pironnay.

La partition est publiée par Rouart-Lerolle en éditions séparées, en 1908 et 1910.
La durée moyenne d'exécution de l'ensemble est de quatre minutes environ.

## Création
Les Deux poèmes chinois ont connu deux créations séparées :
- Ode à un jeune gentilhomme, par Mary Pironnay et le compositeur au Cercle de l'art moderne au Havre le 28 juin 1907 (puis une interprétation notable par Jane Bathori, le 11 janvier 1908 à la Société nationale de musique, salle Érard)[1] ;
- Amoureux séparés, par Suzanne Balguerie et le compositeur, le 14 février 1909 au Havre[1].

## Analyse

### Ode à un jeune gentilhomme
Le premier poème évoque une jeune fille interdisant son jardin à un soupirant. 
Guy Sacre relève, dans les trois strophes de cette ode à un jeune gentilhomme, « le ravissant « et même si je vous aime » qui gravit à chaque fois un demi-ton, à l'image du trouble croissant de la jeune fille, bientôt mué sans doute en assentiment ». 
Gilles Cantagrel note l'usage dans cette mélodie de la gamme pentatonique, « qui crée un climat exotique un peu facile », et souligne le resserrement rythmique de l'accompagnement au piano, proportionnel à « l'insistance de l'amoureux éconduit (croches, puis alternance de croches et de triolets, enfin septolets) ». Le paysage musical dépeint présente ainsi « tout le charme d'un petit jardin clos oriental ».

### Amoureux séparés
Dans le deuxième poème, Amoureux séparés, deux jeunes gens « vivent en des royaumes que séparent des monts à pic : les nuages seuls pourraient mener l'amoureux vers celle qu'il n'atteindra jamais ».  
La pièce est constituée de trois parties et d'un épilogue. Au début de la mélodie, « l'exposition présente les deux royaumes sur des harmonies très caractérisées (gamme pentatonique pour la jeune fille) et un rythme syncopé ». La montagne est figurée en un crescendo rapide. Dans la partie centrale, « l'invocation aux nuages est un scherzo emporté sur un rythme pointé haletant ». Enfin, la troisième partie, construite symétriquement, est « couronnée par une vocalise avant le très lent épilogue laissant sur un secret désespoir ». 
L'accompagnement au piano traduit la séparation par un passage abrupt de mi bémol majeur à si majeur, esquisse une galopade pour illustrer le vain souhait du garçon (« vents, soyez mes chevaux ») et finit sans finir, sur la dominante après une vocalise plaintive sur le mot « bien-aimée ».
Damien Top remarque que chaque protagoniste du poème « se voit assigné une échelle particulière : si , do, mi , fa, sol pour le jeune galant et si, do , ré , sol , la  pour la bien-aimée ».

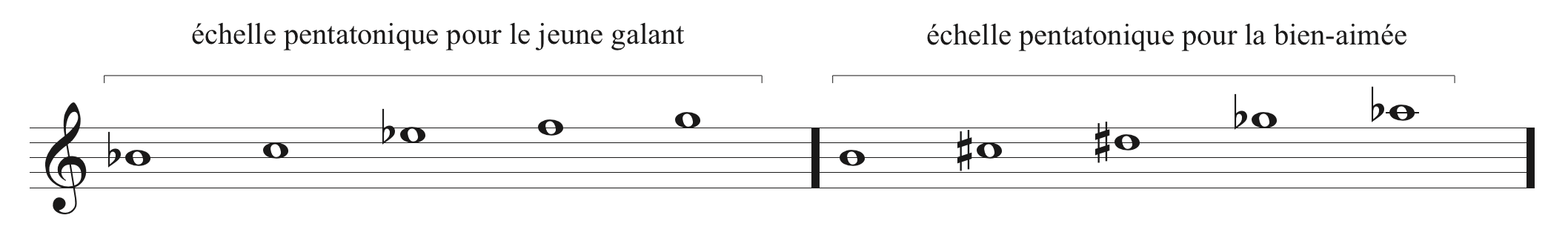
Les deux échelles pentatoniques dAmoureux séparés.

## Postérité
Les mélodies portent le numéro d'opus 12 et, dans le catalogue des œuvres du compositeur établi par la musicologue Nicole Labelle, le numéro L 13.
Damien Top affirme que le diptyque « connut un succès immédiat et jamais démenti auprès des interprètes et du public », et considère les Deux poèmes chinois, op. 12, « parmi les plus célèbres mélodies françaises ».
Albert Roussel s'inspirera de nouveau des adaptations de Roché de poèmes chinois, en 1927 et en 1932.

## Discographie
- Albert Roussel : les mélodies (intégrale) — Marie Devellereau (soprano), Yann Beuron (ténor), Laurent Naouri (baryton), Billy Eidi (piano), Timpani 2C2064 (2001)
- Albert Roussel Edition (CD 9) — Mady Mesplé (soprano), Kurt Ollmann (baryton), Dalton Baldwin (piano), Erato 0190295489168 (2019)[10].

### Ouvrages généraux
- Gilles Cantagrel, « Albert Roussel », dans Brigitte François-Sappey et Gilles Cantagrel (dir.), Guide de la mélodie et du lied, Paris, Fayard, coll. « Les Indispensables de la musique », 1994, 916 p. (ISBN 2-213-59210-1), p. 571-577.

### Monographies
- Nicole Labelle, Catalogue raisonné de l'œuvre d'Albert Roussel, Louvain-la-Neuve, Département d'archéologie et d'histoire de l'art, Collège Érasme, coll. « Publications d'histoire de l'art et d'archéologie de l'Université catholique de Louvain » (no 78), 1992, 159 p.
- Raphaëlle Legrand, « Catalogue des œuvres », dans École normale de musique de Paris, Jean Austin (dir.), Albert Roussel, Paris, Actes Sud, 1987, 125 p. (ISBN 2-86943-102-3), p. 46–95.
- Damien Top, Albert Roussel : Un marin musicien, Biarritz, Séguier, coll. « Carré Musique », 2000, 170 p. (ISBN 2-84049-194-X).
- Damien Top, Albert Roussel, Paris, Bleu nuit éditeur, coll. « Horizons » (no 53), 2016, 176 p. (ISBN 978-2-35884-062-0).